# 基爾卡河
基爾卡河（西班牙語：Río Quilca）是秘魯的河流，位於該國南岸，河道全長87公里，流域面積12,542平方公里，發源自安第斯山脈地區，流經阿雷基帕大區，最終注入太平洋。